# Isola di Capo Rizzuto
Isola  di Capo Rizzuto község (comune) Calabria régiójában, Crotone megyében.

## Fekvése
A megye délkeleti részén fekszik, a Jón-tenger partján. Határai: Crotone és Cutro.

## Története
A Rizzuto-fok (Capo Rizzuto) környékét már az ókorban lakták s Promontorium Japigium néven, azaz a japigok fokaként volt ismert. A hagyományok szerint az ókori várost Priamosz nővére, Asztiokhéna alapította, miután elmenekült Trójából. A görögök megtelepedésével Dél-Itáliában a vidék a szomszédos Krotón fennhatósága alá került. Első írásos említése a 10. századból származik. Nevének eredetét homály fedi, valószínűleg a latin asyla szóból eredeztetik, aminek jelentése védett hely. A következő századokban jelentősége megnőtt, püspöki székhely lett, megépült a tengerpart mellett a vára, amit napjainkban Le Castellának neveznek. 1536-ban a vár a török kalózok kezére került, akiknek hosszú ideig sikerült megtartaniuk, így a Földközi-tenger egyik legjelentősebb kalózvára lett.

## Népessége
A népesség számának alakulása:

## Főbb látnivalói
- Le Castella
- Madonna Greca-szentély
- Duomo
- San Marco-templom